# جورج دوهرتي
جورج دوهرتي (بالإنجليزية: George Doherty)‏ هو مدرب رياضي أمريكي، ولد في 5 سبتمبر 1920 في كانتون في الولايات المتحدة، وتوفي في 31 ديسمبر 1987 في نتشتوشس في الولايات المتحدة.